# CosMo
cosMo（日語：コスモ，1986年4月6日—）是日本的一名男性音樂家。主要在互聯網上以VOCALOID歌声合成軟件「初音未來」發布樂曲；也被稱作暴走P，或二者合一作cosMo@暴走P，又稱こすもたん。代表作有《初音未來的消失》等。領導同人音樂社團「CHEMICAL SYSTEM LE」。A型血。

## 外部連結
- cosMo@BousouP Official Website「CHEMICAL SYSTEM LE」（页面存档备份，存于）
- cosMo@暴走P的X（前Twitter）